# Saint-Bernard-de-Michaudville
Pour les articles homonymes, voir Saint-Bernard.
Saint-Bernard-de-Michaudville est une municipalité dans la municipalité régionale de comté des Maskoutains au Québec (Canada), située dans la région administrative de la Montérégie. 

## Toponymie
Elle est nommée en l'honneur de Mgr Alexis-Xyste Bernard, évêque de Saint-Hyacinthe. Parmi les grandes familles installées dans le village depuis sa fondation, on retrouve entre autres les Bourgeois, les Morin, les Girouard et les Jeanson.

## Histoire
Petite communauté rurale et agricole de la région de Saint-Hyacinthe enserrée entre les rivières Richelieu et Yamaska et délimitée par les bornes de Saint-Louis, Saint-Ours, Saint-Jude et Saint-Denis, la municipalité de Saint-Bernard fut créée le 31 août 1908. Le territoire a été formé à partir des limites de trois paroisses existantes soit Saint-Ours, Saint-Denis et Saint-Jude. Constituée par un terrain plat et dépourvue de lacs et de rivières, Saint-Bernard-de-Michaudville possède des terres faisant partie des plus fertiles du Québec, des boisés qui forment une partie considérable du paysage. Sa population est en grande partie francophone et composée d’agriculteurs. Même si la population ne s’est pas accrue selon les espérances, elle a grandi en intensité, en générosité et en engagement. Au cœur de la réalité rurale du Québec d’aujourd’hui, les défis sont nombreux pour cette petite population, qu’elle soit ou non à proximité des grands centres (environ 35 km), et même de la métropole montréalaise. Proactifs, les Bermigeois ont depuis longtemps saisi que leur bonne fortune ne pouvait passer que par l’appartenance et la revendication citoyenne, la solidarité et la ténacité. Afin de maintenir certains services, comme la dernière école du village, ils ont dû mettre en place l’école Aux-Quatre-Vents qui regroupe quatre municipalités soit Saint-Jude, St-Louis, St-Barnabé-Sud et Saint-Bernard. Le pavillon Saint-Bernard est devenu l’école maternelle. Les hausses constantes des dépenses d’entretien, la baisse des revenus de la dîme et le vieillissement des pratiquants, ont obligé les Bermigeois à revoir l’utilisation de l’église afin de pouvoir conserver ce joyau de leur patrimoine. Plusieurs activités de financement se sont développées, un comptoir familial ouvre ses portes en 1992 et finalement la nef de l’église a été réaménagée en salle communautaire pour les soirées récréatives, le culte, les spectacles, les festivals… Au niveau des loisirs et de la culture, Saint-Bernard-de-Michaudville possède une bibliothèque, un centre Internet, une maison des jeunes, un centre de loisirs, une patinoire extérieure, un terrain de balle, un parc et un Skate-Park. Ce bref historique se veut un témoignage d’une population qui a des racines qui vont jusqu’au XIXe siècle, qui a dû faire des efforts pour sa reconnaissance, qui s’inscrit spécifiquement dans son terroir et qui, vaillamment, apprivoise sa réalité pour s’assurer l’avenir.

## Géographie
À partir de son crénon, dans le sud-ouest de la municipalité, la rivière Amyot coule vers le nord-ouest.

## Démographie
| 1991 | 1996 | 2001 | 2006 | 2011 | 2016 | 2021 |
| ---- | ---- | ---- | ---- | ---- | ---- | ---- |
| 586  | 607  | 592  | 486  | 521  | 586  | 616  |

## Administration
Les élections municipales se font en bloc pour le maire et les six conseillers.
| Saint-Bernard-de-Michaudville Maires depuis 2003                                                                     |                |         |          |
| Élection | Maire          | Qualité | Résultat |
| 2003 | Francine Morin |         | Voir     |
| 2005 | Francine Morin | Voir    |          |
| 2009 | Francine Morin | Voir    |          |
| 2013 | Francine Morin | Voir    |          |
| 2017 | Francine Morin | Voir    |          |
| 2021 | Guy Robert     |         | Voir     |
| Élection partielle en italique Depuis 2005, les élections sont simultanées dans toutes les municipalités québécoises |                |         |          |

## Logo et Gentilé
Les érablières représentent les boisés qui forment une partie considérable du paysage. L’église, patrimoine de la municipalité et cœur du village Le blé, symbolise le caractère agricole qui occupe une place importante dans le milieu.